# Källberget-Storberget
Källberget-Storberget este o arie protejată (arie specială de conservare — SAC, sit de importanță comunitară — SCI) din Suedia întinsă pe o suprafață de 219,7 ha, integral pe uscat.

## Localizare
Centrul sitului Källberget-Storberget este situat la coordonatele 63°23′25″N 15°27′54″E / 63.3903°N 15.4649°E.

## Înființare
Situl Källberget-Storberget a fost declarat sit de importanță comunitară în ianuarie 2002 pentru a proteja un număr necunoscut de specii din flora spontană și fauna sălbatică aflate în arealul zonei. Situl a fost protejat și ca arie specială de conservare în martie 2011.

## Biodiversitate
Situată în ecoregiunea boreală, aria protejată conține 4 habitate naturale: Lacuri și iazuri distrofice naturale, Păduri fino-scandinave bogate în ierburi cu Picea abies, Taiga vestică, Mlaștini turboase de tranziție și turbării mișcătoare.
La baza desemnării sitului se află un număr nedeclarat de specii protejate.